# Campylopus savannarum
Campylopus savannarum är en bladmossart som beskrevs av Mitten 1869. Campylopus savannarum ingår i släktet nervmossor, och familjen Dicranaceae. Inga underarter finns listade i Catalogue of Life.